# Младогегельянцы
Младогегелья́нцы (нем. Junghegelianer), или ле́вые гегелья́нцы (нем. Linkshegelianer), — группа немецких интеллектуалов в середине XIX века. Виднейшими представителями были прямые или косвенные ученики Георга Гегеля. Их вдохновляла мысль Гегеля, что целью и обещанием истории является отрицание всяких ограничений человеческой свободы, что Свобода и Разум являются движущими силами истории.
С точки зрения отношения к Гегелевскому наследию водораздел проходил между «правыми» гегельянцами, которые считали труды Гегеля наивысшим достижением философии, нуждавшимся только в популяризации, и младогегельянцами, которые хотели «поставить Гегеля с головы на ноги», то есть вернуть его умозрительную диалектику на реальную почву.

## Персоналии
Младогегельянцы являлись неформальной группой. В их число входили Д. Ф. Штраус, Л. Фейербах, Б. Бауэр, Э. Бауэр, А. Руге, Э. Эхтермейер, М. Гесс, К. Ф. Кёппен, К. Нойверк. Также к этой группе долгое время были близки М. Штирнер, К. Маркс, Ф. Энгельс и К. Грюн.
В октябре 1844 года Штирнер опубликовал книгу «Единственный и его собственность», в которой он подверг критике за непоследовательность интеллектуальных лидеров группы Фейербаха и Бруно Бауэра. При этом он пользовался типично гегелевской диалектической, иронической манерой («Наши атеисты — святые люди» и т. п.). В ответ на это Маркс и Энгельс выступили сначала против Бруно Бауэра и его сторонников («Святое семейство», март 1845), а затем против Фейербаха, Бруно Бауэра и Макса Штирнера («Немецкая идеология», 1845/1846, в своё время неопубликованная). В этих работах Маркс и Энгельс развили идеи исторического материализма, которые в дальнейшем привели их к занятиям политической экономией и к развитию новой политико-экономической теории.
Вокруг этой группы, состоявшей частично из университетских учёных, не получивших кафедру (Бруно Бауэр, Фейербах), существовал более широкий круг лиц, которые распространяли младогегельянские идеи через личные контакты и через публицистическую деятельность. К ним относились, например, Г. Гервег и М. Бакунин. Младогегельянцы оказали также влияние на ряд молодых интеллектуалов, в частности Ф. Лассаля.

## История
Группа сформировалась во второй половине 1830-х годов как один из множества дискуссионных кружков, возникших в тогдашней Пруссии как реакция на жёсткие духовные и политические ограничения. Обозначение «младогегельянцы» («новые гегельянцы») было впервые применено Д. Ф. Штраусом в отношении тех из учеников Гегеля, которые приняли сторону Штрауса в дискуссии о его книге «Жизнь Иисуса» (1835), содержавшей критику в отношении религии; другую сторону Штраус назвал «старые гегельянцы». Именно вопрос об отношении к религии был в дальнейшем водоразделом между «левыми» и «правыми» гегельянцами (исключением был, разве что, А. Цешковский).
Основная дискуссионная площадка группы, так называемый «Докторский клуб», до 1839 года находилась в Берлине. Филиалы были в Галле, Кёльне и Кёнигсберге. Основным печатным органом был основанный Руге «Галльский ежегодник немецкой науки и искусства» (с 1841 года «Немецкий ежегодник», в 1843 году запрещён). Первоначально прусское правительство терпело младогегельянцев, при либеральном прусском министре просвещения К. Альтенштайне они имели возможность открыто высказываться. Но после смерти последнего в 1840 году и при консервативном короле Фридрихе Вильгельме IV младогегельянцев лишили всяких перспектив академической карьеры. Наиболее активно группа работала между 1840 и 1843 годами. В этот период позиции членов группы максимально обострились и политизировались. После этого вследствие обострения и расхождения позиций группа быстро распалась и к 1845 году практически прекратила существование.

## Философия и теория
От Гегеля младогегельянцы унаследовали, во-первых, диалектику, понятую как принцип исторического развития, и, во-вторых, метод проверять действительное разумным. При этом они не приняли гегелевский консерватизм, который провозглашал все действительное необходимым и разумным. Они считали, что задача диалектического мышления — преодолеть текущую ситуацию в Пруссии и в целом в Германии. Радикальная критика религии, содержавшаяся в их произведениях, вылилась в конечном счете в атеизм, радикальная критика общества — в требование ликвидации государства.
Маркс, подводя итоги их деятельности, отмечал, что младогегельянцы заузили свою критику до критики религии, боролись с идеями при помощи идей, а не превращали их в практические политические действия: «Идеи вообще ничего не могут осуществить. Для осуществления идей требуются люди, которые должны употребить практическую силу».